# James Dickson (1815–1885)

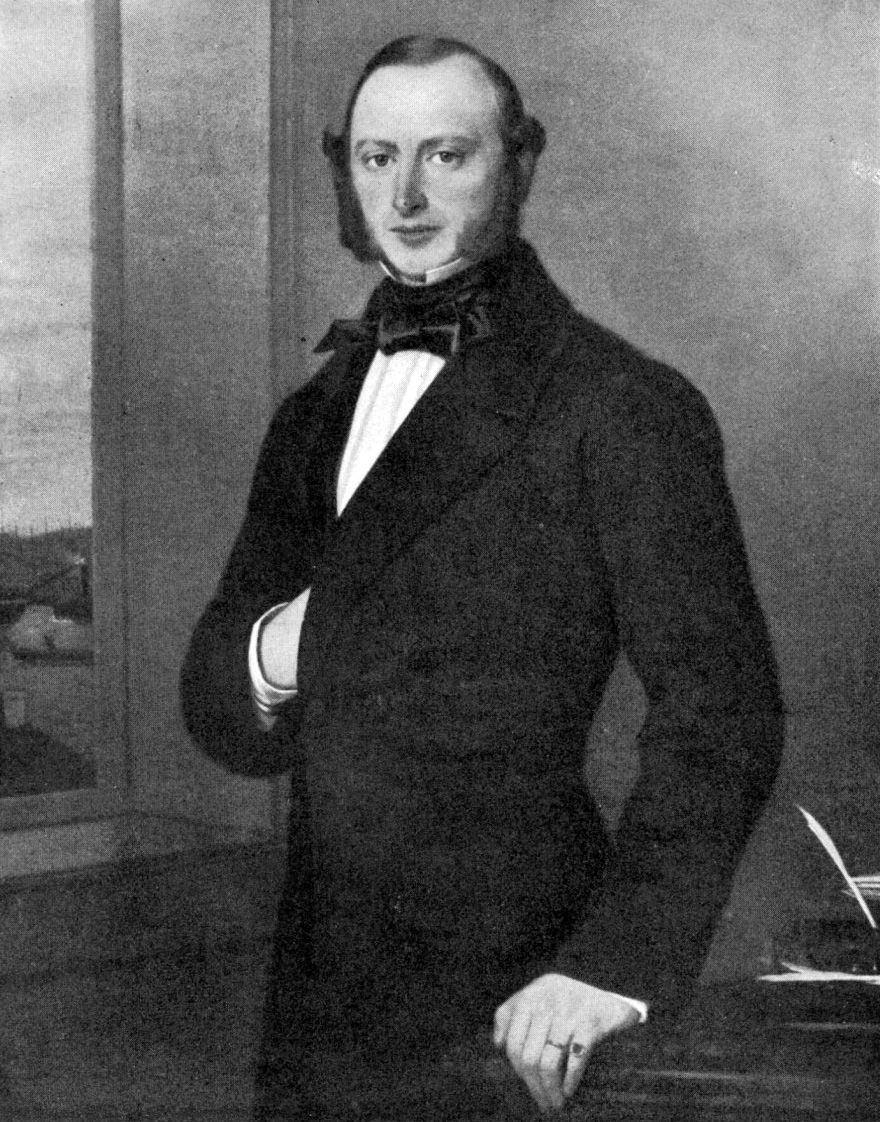
James Jameson Dickson. Oljemålning 1857.

James Jameson Dickson, (James Dickson d.y.), född 17 september 1815 i Göteborg, död 14 november 1885 på sin egendom Överås i Örgryte, var en svensk köpman, politiker och donator i Göteborg.

## Biografi
James Dickson utbildade sig vid Göteborgs Handelsinstitut 1827–1831 och blev student vid Uppsala universitet 1831. Mellan åren 1833 och 1837 var han anställd på sin fars kontor i Göteborg. År 1837 fick han en plats hos sin farbror Peter Dickson i London och 1840 etablerade James Dickson en egen filial i London under namnet Dickson Brothers, vars chef han var fram till 1847 då han återvände till Göteborg som delägare i firman James Dickson & Co. Den 31 december 1853 utträdde James Dickson ur firman. I mitten av 1800-talet var James Dickson & Co Sveriges största rederiföretag, och man hade då sitt kontor på Östra Hamngatan 17 i centrala Göteborg.
James Dickson var ordförande för Bergslagsbanan 1871–1882, ledamot av styrelsen för Göteborgs och Bohus Läns Sparbank 1870–1873, ledamot av borgerskapets äldste 1848–1862, ledamot av Stadsfullmäktige 1863–1868, ledamot av styrelsen för Göteborgs museum 1861–1868, ledamot av styrelsen för Chalmerska slöjdskolan 1864–1885, ledamot av Kungliga Vetenskaps- och Vitterhetssamhället i Göteborg med flera.

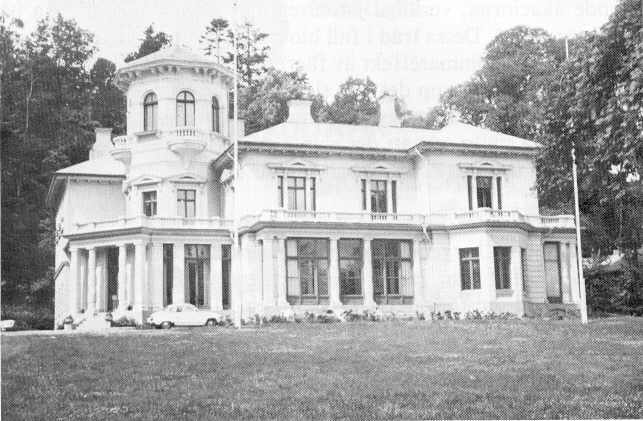
James Dicksons bostad på Överås

Han ägde egendomen Överås vid Danska vägen i Örgryte, uppförd 1861 av byggmästare A Krüger och ritad av arkitekten V Boulnais. Samma år invigdes Göteborgs Folkbibliotek, skänkt av James Dickson. Året därpå öppnades Navigationsskolan på Kvarnberget, även den skänkt av James Dickson.
I sitt testamente 1884 donerade James Dickson 50 000 kronor till "[...] bad- eller brunnskurer för obemedlade". Den årliga avkastningen delades ut av en inom Göteborgs Läkaresällskap tillsatt kommitté.

## Familj
James Dickson var son till grosshandlare James Dickson och Margareta Eleonora, född Bagge. Han gifte sig den 10 februari 1843 i Göteborg med sin kusin Eleonore Willerding (1821–1900), dotter till den preussiske konsuln Christian Fredrik Wilhelm Willerding och Carolina Elisabeth Bagge. Gemensamma barn var hovstallmästare James Fredrik (1844–1898), Caroline (1846–1918) gift med Olof Wijk d.y., godsägare Axel Edvin (1850–1927) och nykterhetsivraren Beatrice Dickson.
James Jameson Dickson begravdes den 18 november 1885 i den Dicksonska familjegraven på Örgryte gamla kyrkogård i Göteborg.